# ناو هواپیمابر فوجیان
ناو هواپیمابر فوجیان، فوجیان (۱۸؛ چینی: 福建舰؛ پینیین: Fújiàn Jiàn) Type 003 (انگلیسی: Chinese aircraft carrier Fujian) یک ناو هواپیمابر چینی است که برای نیروی دریایی ارتش آزادی‌بخش خلق چین (PLAN) ساخته شده و به نام استان فوجیان نامگذاری شده‌است. فوجیان در ۱۷ ژوئن ۲۰۲۲ راه‌اندازی شد و اولین ناو هواپیمابر چین است که با طراحی کاملاً بومی ساخته شده و دارای سیستم کاتوبار و منجنیق‌های الکترومغناطیسی است.
کلاس Type 003 در ابتدا به‌طور غیررسمی Type 002 نامیده می‌شد، زمانی که شاندونگ، دومین حامل ناقص چین در آن زمان، به عنوان Type 001A شناخته می‌شد. نام رسمی شاندونگ، Type 002، در هنگام راه‌اندازی آن فاش شد. از این رو ناظران بر این باور بودند که حامل سوم نوع ۰۰۳ خواهد بود.[۵]

## طراحی
انتظار می‌رود تایپ ۰۰۳ از توربین‌های بخار و منجنیق الکترومغناطیسی استفاده کند.